# Liste der Baudenkmäler in Baiern (Landkreis Ebersberg)
Auf dieser Seite sind die Baudenkmäler in der oberbayerischen Gemeinde Baiern zusammengestellt. Diese Tabelle ist eine Teilliste der Liste der Baudenkmäler in Bayern. Grundlage ist die Bayerische Denkmalliste, die auf Basis des Bayerischen Denkmalschutzgesetzes vom 1. Oktober 1973 erstmals erstellt wurde und seither durch das Bayerische Landesamt für Denkmalpflege geführt wird. Die folgenden Angaben ersetzen nicht die rechtsverbindliche Auskunft der Denkmalschutzbehörde.
 Diese Liste gibt den Fortschreibungsstand vom 3. Mai 2018 wieder und enthält 23 Baudenkmäler.

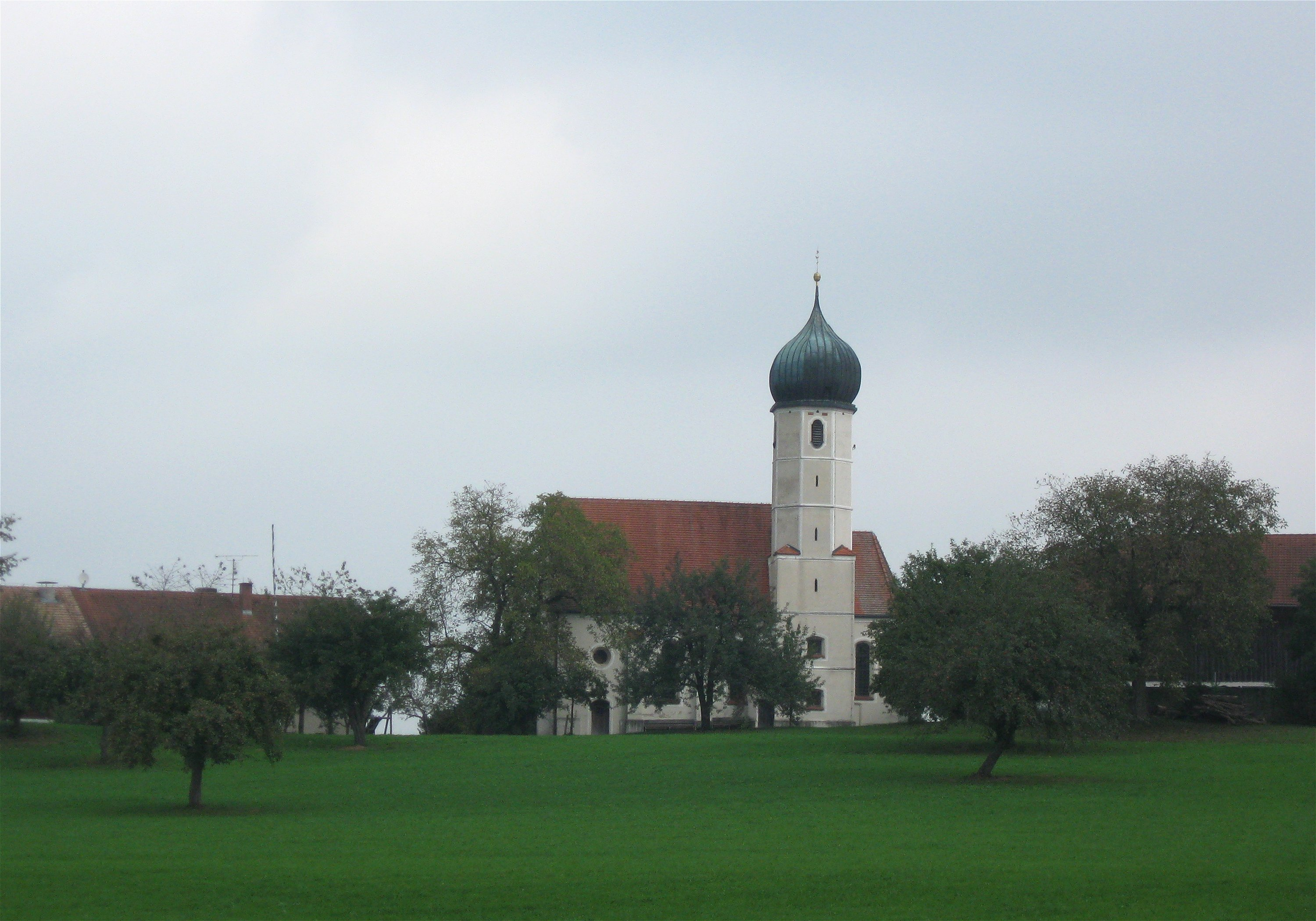
Blick auf St. Maria in Weiterskirchen

## Baudenkmäler nach Ortsteilen

### Antholing
| Lage                                              | Objekt                                  | Beschreibung | Akten-Nr.             | Bild                      |
| ------------------------------------------------- | --------------------------------------- | --- | --------------------- | ------------------------- |
| Glonner Straße 14 (Standort)                      | Katholische Expositurkirche St. Jakobus | Neubarocker zentralisierender Saalbau mit stark eingezogenem Polygonalchor, seitlichen Apsiden und Westturm mit Spindelhelm, von Johann Baptist Schott, 1910/11; mit Ausstattung | D-1-75-113-2 Wikidata | weitere Bilder            |
| Glonner Straße 15; Glonner Straße 15 a (Standort) | Ehemaliger Kleinbauernhof               | Zweigeschossige Einfirstanlage mit flachem Satteldach, Wohnteil mit Blockbau-Obergeschoss und Wirtschaftsteil mit Bundwerk, zweite Hälfte 18. Jahrhundert                        | D-1-75-113-3 Wikidata | Ehemaliger Kleinbauernhof |

### Berganger
| Lage                                             | Objekt                                   | Beschreibung | Akten-Nr.             | Bild                                     |
| ------------------------------------------------ | ---------------------------------------- | --- | --------------------- | ---------------------------------------- |
| Braunautal 5 (Standort)                          | Katholische Filialkirche Mariä Geburt    | Schlichter Saalbau mit dreiseitig geschlossenem Chor und nördlichem Flankenturm, teilweise verputzter Tuffquaderbau, 1489, Turmoberbau mit Spitzhelm 1891, erweitert 1911; mit Ausstattung Friedhofsmauer, Tuffquadersteine, 18./19. Jahrhundert | D-1-75-113-4 Wikidata | weitere Bilder                           |
| Braunautal 12, im Speicher des Hauses (Standort) | Uhrwerk                                  | Schmiedeeisern, gestiftet von Herzog Wilhelm V. anlässlich einer Pilgerfahrt nach Tuntenhausen, 1591 | D-1-75-113-6 Wikidata | Uhrwerk                                  |
| Braunautal 20 (Standort)                         | Ehemaliger Bauernhof                     | Zweigeschossige Einfirstanlage mit verputztem Wohnteil, Lauben, flachem Satteldach und Bundwerk am Wirtschaftsteil, Mitte 19. Jahrhundert | D-1-75-113-7 Wikidata | weitere Bilder                           |
| Kapellenfeld (Standort)                          | Votivkapelle, sogenannte Schwedenkapelle | Kleiner verputzter Bau mit dreiseitigem Schluss und Fassadentürmchen mit Zwiebelhaube, nachgotischer Barock, bezeichnet „1635“; mit Ausstattung                                                                                                  | D-1-75-113-5 Wikidata | Votivkapelle, sogenannte Schwedenkapelle |

### Engerling
| Lage                   | Objekt                                 | Beschreibung | Akten-Nr.             | Bild                                   |
| ---------------------- | -------------------------------------- | --- | --------------------- | -------------------------------------- |
| Engerling 2 (Standort) | Bauernhaus, Wohnteil des Einfirsthofes | Zweigeschossiger Tuffquaderbau mit flachem Satteldach und profilierten Balkenköpfen, 1859, am Wirtschaftsteil Bundwerk | D-1-75-113-9 Wikidata | Bauernhaus, Wohnteil des Einfirsthofes |

### Frauenbründl
| Lage                      | Objekt                         | Beschreibung | Akten-Nr.              | Bild           |
| ------------------------- | ------------------------------ | --- | ---------------------- | -------------- |
| Frauenbründl 1 (Standort) | Wallfahrtskapelle Frauenbründl | Kleiner Putzbau mit stark eingezogenem geradem Chor und massivem Fassadenreiter, 17. Jahrhundert, um 1712 erweitert und um 1857 erneuert; mit Ausstattung Bildstock aus Tuffstein, 17./18. Jahrhundert | D-1-75-113-10 Wikidata | weitere Bilder |

### Großrohrsdorf
| Lage                        | Objekt                                 | Beschreibung | Akten-Nr.              | Bild           |
| --------------------------- | -------------------------------------- | --- | ---------------------- | -------------- |
| Großrohrsdorf 12 (Standort) | Wohnteil des Einfirsthofes             | Zweigeschossiger unverputzter Bau aus Tuffquadern mit Backsteingliederung, Giebellauben und flachem Satteldach, 1869                              | D-1-75-113-13 Wikidata | weitere Bilder |
| Großrohrsdorf 13 (Standort) | Ehemaliger Kleinbauernhof und Gasthaus | Zweigeschossige Einfirstanlage mit flachem Satteldach und Bundwerk am Wirtschaftsteil, verputzte Tuffquader, um 1800, Hakenschopf 20. Jahrhundert | D-1-75-113-14 Wikidata | weitere Bilder |
| In Großrohrsdorf (Standort) | Ortskapelle                            | Verputzter Tuffsteinbau mit dreiseitigem Schluss und massivem Fassadenreiter, Mitte 19. Jahrhundert; mit Ausstattung                              | D-1-75-113-15 Wikidata | Ortskapelle    |

### Haus
| Lage              | Objekt                                | Beschreibung | Akten-Nr.                        | Bild                                  |
| ----------------- | ------------------------------------- | --- | -------------------------------- | ------------------------------------- |
| Haus 8 (Standort) | Wohnteil des ehemaligen Einfirsthofes | Zweigeschossiger Putzbau mit flachem Satteldach und Flugpfette, im Kern 18. Jahrhundert | D-1-75-113-17 Wikidata           | weitere Bilder                        |
| Haus 8 (Standort) | Wohnteil des ehemaligen Einfirsthofes | Ehemaliges Zuhaus mit Werkstatt, zweigeschossiger unverputzter Tuffsteinbau mit flachem Satteldach, Backsteingliederung und Flugpfette, Wirtschaftsteil mit Bundwerk, zweites Viertel 19. Jahrhundert | D-1-75-113-17 zugehörig Wikidata | Wohnteil des ehemaligen Einfirsthofes |

### Hochreit
| Lage                  | Objekt     | Beschreibung                                                                                     | Akten-Nr.              | Bild       |
| --------------------- | ---------- | ------------------------------------------------------------------------------------------------ | ---------------------- | ---------- |
| Hochreit 1 (Standort) | Hofkapelle | Schmaler Putzbau mit rundem Schluss und steilem Satteldach, 17./18. Jahrhundert, mit Ausstattung | D-1-75-113-18 Wikidata | Hofkapelle |

### Jakobsbaiern
| Lage                                 | Objekt       | Beschreibung | Akten-Nr.             | Bild           |
| ------------------------------------ | ------------ | --- | --------------------- | -------------- |
| Alpenstraße 31; in Baiern (Standort) | Kirchenruine | Turm und Reste der Langhausmauern der ehemaligen katholischen Filialkirche St. Jakobus, unverputzte Tuffquader, romanisch, Turm erhöht 1822, Abbruch der Kirche 1903 Ehemalige Friedhofsmauer, Tuffstein, 18. Jahrhundert | D-1-75-113-1 Wikidata | weitere Bilder |

### Kleinrohrsdorf
| Lage                         | Objekt                 | Beschreibung | Akten-Nr.              | Bild                   |
| ---------------------------- | ---------------------- | --- | ---------------------- | ---------------------- |
| Kleinrohrsdorf 11 (Standort) | Ehemaliger Einfirsthof | Zweigeschossiger Flachsatteldachbau mit hohem Kniestock, Wohnteil verputzt, Wirtschaftsteil mit Bundwerk, bezeichnet mit „1846“, hakenförmige Erweiterung modern | D-1-75-113-20 Wikidata | Ehemaliger Einfirsthof |

### Kulbing
| Lage                  | Objekt                                | Beschreibung                                                                                               | Akten-Nr.              | Bild                                  |
| --------------------- | ------------------------------------- | --- | ---------------------- | ------------------------------------- |
| Kulbing 14 (Standort) | Wohnteil des ehemaligen Einfirsthofes | Zweigeschossiger Flachsatteldachbau mit Blockbau-Obergeschoss, Hochlaube und Söller, Mitte 18. Jahrhundert | D-1-75-113-21 Wikidata | Wohnteil des ehemaligen Einfirsthofes |

### Netterndorf
| Lage                          | Objekt               | Beschreibung | Akten-Nr.              | Bild           |
| ----------------------------- | -------------------- | --- | ---------------------- | -------------- |
| Lindenstraße 15 (Standort)    | Ehemaliger Bauernhof | Zweigeschossige breite Einfirstanlage mit flachem Satteldach, Giebelluke und -kran, sowie Bundwerk mit Bemalung, zweites Viertel 19. Jahrhundert, Wirtschaftsteil modern verkürzt                                    | D-1-75-113-22          | weitere Bilder |
| Sonnenfeldstraße 6 (Standort) | Bauernhaus           | Zweigeschossiger Flachsatteldachbau mit Fünf-Pfetten und Flugpfetten, verputzter Wohnteil mit Eckquaderung, Wirtschaftsteil mit Bruchsteinmauerwerk und darüber liegendem, aufwendig gestalteten Bundwerk, wohl 1845 | D-1-75-113-24 Wikidata | weitere Bilder |

### Piusheim
| Lage                                                      | Objekt                                                     | Beschreibung | Akten-Nr.              | Bild           |
| --------------------------------------------------------- | ---------------------------------------------------------- | --- | ---------------------- | -------------- |
| Glonntalstraße 13; Schwaigerweg 2; Mühlenweg 7 (Standort) | ehemalige Erziehungsanstalt, nunmehr Freie Schule Glonntal | Ehem. Erziehungsanstalt, sogenanntes Piusheim, jetzt Schule, dreigeschossige Zweiflügelanlage mit Krüppelwalmdächern, integrierter Hauskapelle und zahlreichen Gauben, im Reformstil, von Hans Steiner, 1912/13; Parkanlage mit Landschaftspark, gleichzeitig; Wegkreuz, gusseiserner Korpus auf Holzkreuz mit aufwändig gestalteter Blech-Einhausung, gleichzeitig. | D-1-75-113-26 Wikidata | weitere Bilder |

### Weiher
| Lage                | Objekt                     | Beschreibung | Akten-Nr.              | Bild           |
| ------------------- | -------------------------- | --- | ---------------------- | -------------- |
| Weiher 2 (Standort) | Ehemaliger Kleinbauernhof  | Zweigeschossige Einfirstanlage mit flachem Satteldach und Wohnteil aus Tuffquadern, bezeichnet mit „1847“                                                                                    | D-1-75-113-27 Wikidata | weitere Bilder |
| Weiher 3 (Standort) | Ehemaliges Kleinbauernhaus | Zweigeschossiger Einfirsthof mit flachem Satteldach, Wohnteil in Blockbauweise und traufseitiger Laube, Mitte 17. Jahrhundert, Wirtschaftsteil mit Bundwerk, zweites Viertel 19. Jahrhundert | D-1-75-113-28 Wikidata | weitere Bilder |

### Weiterskirchen
| Lage                        | Objekt                             | Beschreibung | Akten-Nr.              | Bild           |
| --------------------------- | ---------------------------------- | --- | ---------------------- | -------------- |
| Weiterskirchen 9 (Standort) | Katholische Filialkirche St. Maria | Schlichter Saalbau mit stark eingezogenem Chor und südlichem Flankenturm mit Zwiebelhaube, 1642; mit Ausstattung | D-1-75-113-29 Wikidata | weitere Bilder |

## Ehemalige Baudenkmäler
In diesem Abschnitt sind Objekte aufgeführt, die früher einmal in der Denkmalliste eingetragen waren, jetzt aber nicht mehr. Objekte, die in anderem Zusammenhang – also z. B. als Teil eines Baudenkmals – weiter eingetragen sind, sollen hier nicht aufgeführt werden. Aktennummern in diesem Abschnitt sind ehemalige, jetzt nicht mehr gültige Aktennummern.

| Lage                                                    | Objekt                                   | Beschreibung | Akten-Nr.                                | Bild                                     |
| ------------------------------------------------------- | ---------------------------------------- | --- | ---------------------------------------- | ---------------------------------------- |
| Berganger Quellenweg 3 (Standort)                       | Kleinbauernhof (sogenanntes Kistlerhaus) | Einfirstanlage, mit Bundwerk im Wirtschaftsteil, erstes Drittel 19. Jahrhundert, jetzt zum Hof Nr. 20 gehörig                                                                       | D-1-75-113-8 Wikidata                    | Kleinbauernhof (sogenanntes Kistlerhaus) |
| Frauenbründl Frauenbründl 2 (Standort)                  | Ehemaliges Mesnerhaus                    | Erdgeschossiger kubischer Tuffquaderbau mit Walmdach, wohl 18. Jahrhundert, modern erneuert                                                                                         | D-1-75-113-11 Wikidata                   | weitere Bilder                           |
| Großrohrsdorf 8 (Standort)                              | Bundwerk                                 | Dreizonig mit Tenneneinfahrt, Mitte 19. Jahrhundert | D-1-75-113-12 Wikidata                   | Bundwerk                                 |
| Haus 6 (Standort)                                       | Bundwerkteile und geschnitzte Haustür    | Mitte 19. Jahrhundert | D-1-75-113-16 Wikidata                   | weitere Bilder                           |
| Kleinesterndorf 10 (Standort)                           | Bundwerk                                 | Mitte 19. Jahrhundert | D-1-75-113-19 Wikidata                   | Bundwerk                                 |
| Netterndorf Lindenstraße 16 a (Standort)                | Einfirstanlage                           | Wohnteil mit Traufsöller, bemaltes Bundwerk, bezeichnet mit „1846“ | D-1-75-113-23 Wikidata                   | Einfirstanlage                           |
| Piusheim Bretzenweg 20 (Standort)                       | Einfirsthof                              | Langgestreckte zweigeschossige Anlage mit flachem Satteldach, Wohnteil mit Putzgliederung, Segmentbogenfenstern und traufseitiger Laube, Wirtschaftsteil mit Mittertenne, nach 1850 | D-1-75-113-25 Wikidata                   | Einfirsthof                              |
| Piusheim Glonntalstraße 9; Glonntalstraße 21 (Standort) | Einfirsthof                              | Ehemaliger Bauernhof, zweigeschossige Einfirstanlage mit verputztem Wohnteil und Satteldach. Ehemaliges Trafo-Häuschen, kleiner verbretterter Holzständerbau mit Satteldach         | ehemals D-1-75-113-25 zugehörig Wikidata | Einfirsthof                              |